# Фарруджа, Жан-Поль
Жан-Поль Фарруджа (мальт. Jean Paul Farrugia; 21 марта 1992 года, Пьета) — мальтийский футболист, нападающий.

## Карьера
Начинал свою карьеру в «Хиберниансе», в составе которого форвард становился чемпионом страны. В 2014 году нападающий приглянулся словацкому «Спартаку» из Трнавы. На правах аренды он перешел в клуб, за который он сыграл всего две игры. В сезоне 2017/18 мальтиец выступал в швейцарской Челлендж-лиги «Кьяссо». После поездки в зарубежное первенство Фарруджа вернулся на родину в «Слиму Уондерерс».

## Сборная
За сборную Мальты нападающий дебютировал в 2014 году. Свой первый и пока единственный гол за национальную команду он провел 26 марта 2017 года в матче отборочного турнира чемпионата мира 2018 года в ворота сборной Словакии. Встречу мальтийцы проиграли со счетом 1:3.

## Достижения
- Чемпион Мальты (2): 2008/09, 2014/15.
- Обладатель Кубка Мальты (2): 2012/13, 2015/16.
- Обладатель Суперкубка Мальты (3): 2009, 2012, 2013.